# Hoves (Silly)
Pour les articles homonymes, voir Hove.
Hoves (en néerlandais Hove, picard et wallon Ôve) est une ancienne commune de Belgique située dans la province de Hainaut. C'est maintenant une section de commune de Silly.

## Évolution démographique
- Sources : INS, Rem. : 1831 jusqu'en 1970 = recensements, 1976 = nombre d'habitants au 31 décembre.
- 1900: Scission de Graty en 1892

## Patrimoine et culture

### Patrimoine architectural
Sa petite église romane dotée d'une flèche gothique est remarquable. Un des anciens curés y a dessiné dans le porche de grands schémas clairs qui explicitent les strates (romanes, gothiques, ultérieures), de sa complexe construction. On peut y lire aussi le nom des différents desservants depuis plusieurs siècles et cela donne une idée de ce qu'a été ici la frontière linguistique qui, selon Élisée Legros a toujours passé, depuis des temps immémoriaux entre Hoves et Enghien, elle-même ancienne ville flamande francisée.
Dans la liste des biens classés par la Région Wallonne, Hoves est répertoriée quatre fois pour les patrimoines suivants :
- le parc du Château d'Enghien ;
- le site formé par l'église, le cimetière et son vieux mur de clôture ;
- la motte dite seigneuriale entre l'église et la ferme-château ;
- l'église Saint-Maurice.

## Galerie

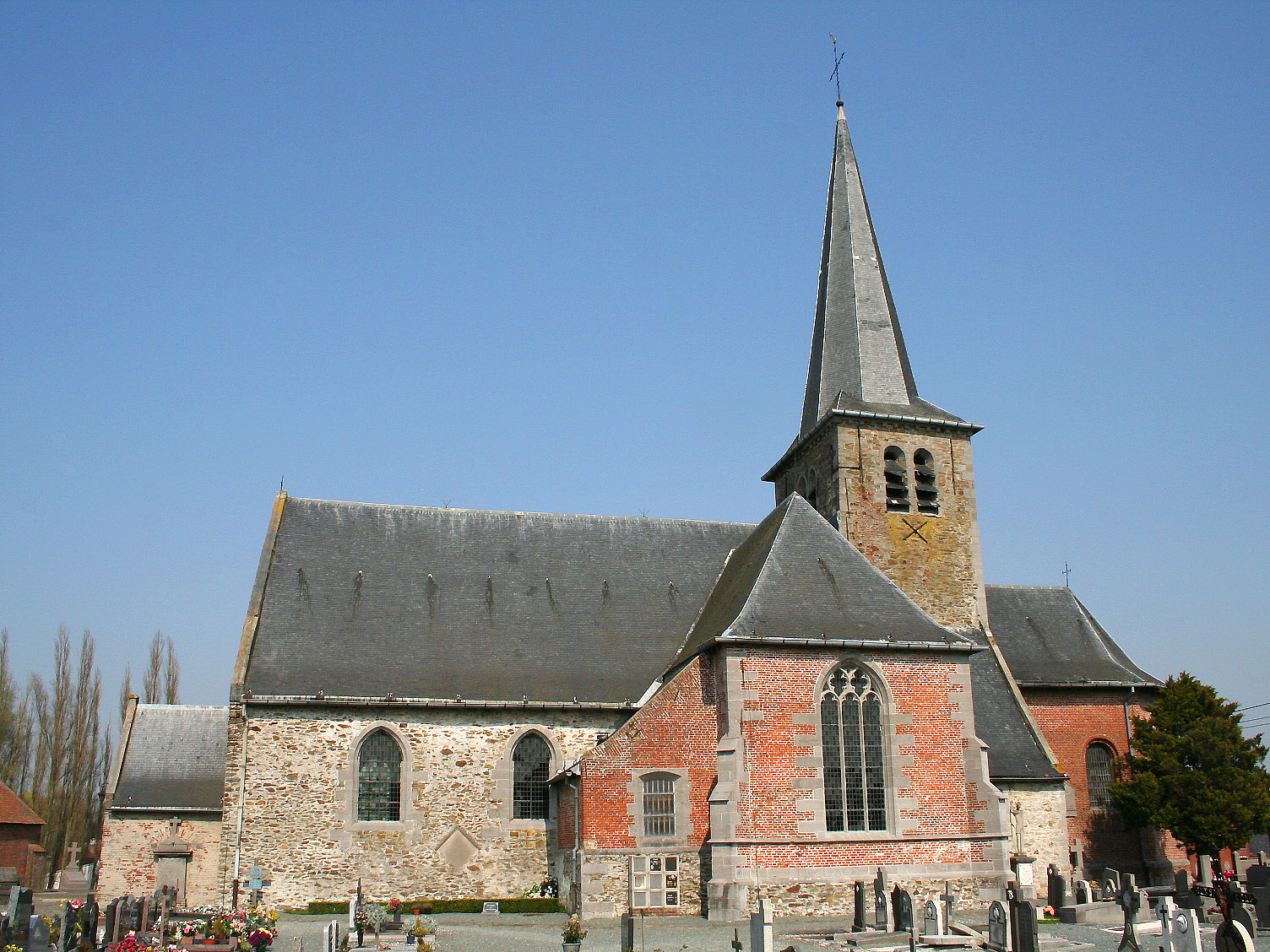
L'intéressante église d'Hoves.
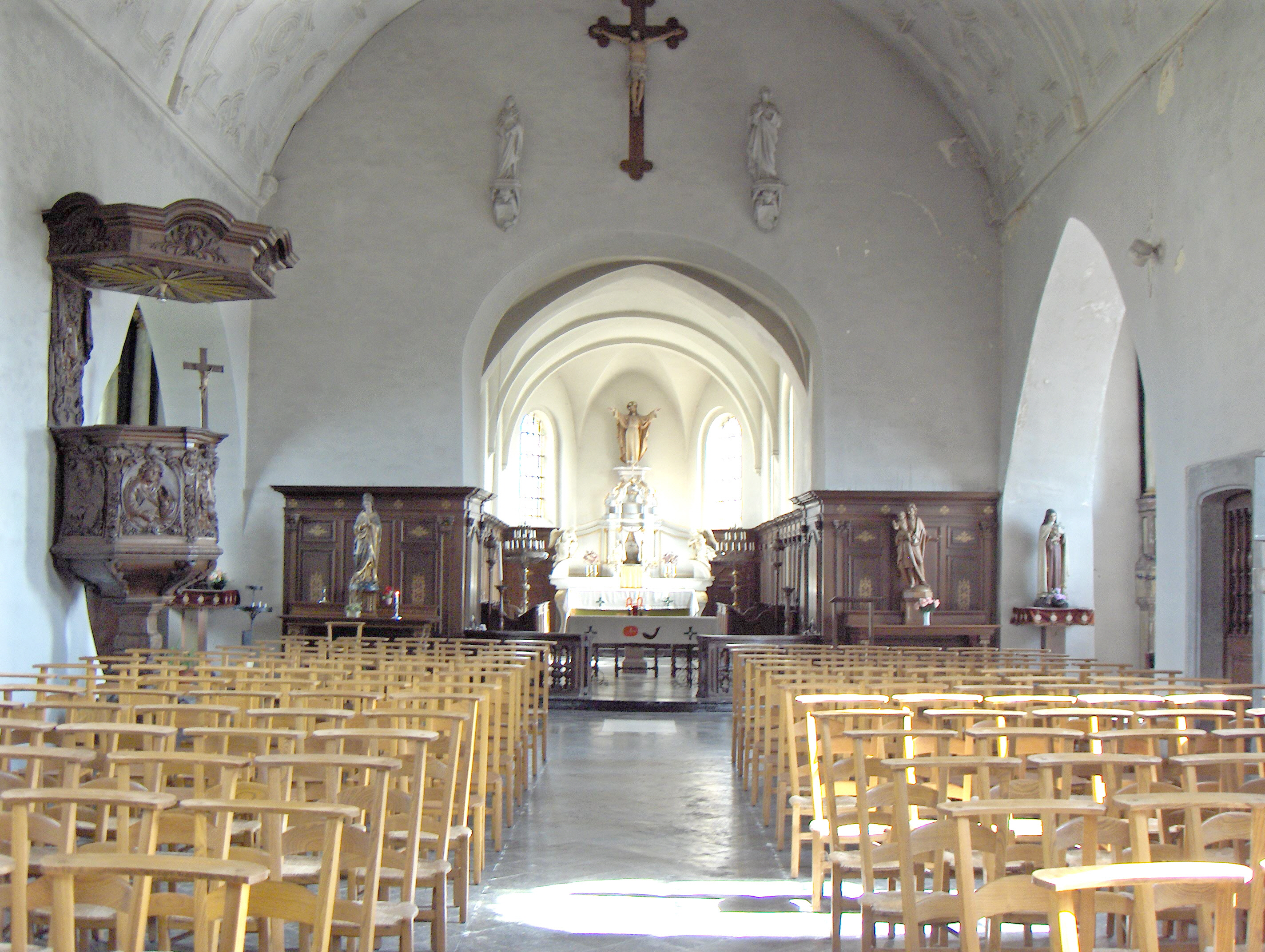
Intérieur de l'église.